# Ewa Helwich
Ewa Małgorzata Helwich (ur. 1950) – polska lekarka, pediatra, pulmunolog, neonatolog, nauczyciel akademicki, profesor nauk medycznych.

## Życiorys
W 1975 ukończyła studia medyczne na kierunku lekarskim w Akademii Medycznej w Warszawie. Specjalistka w zakresie pediatrii (I stopień w 1979 i II), chorób płuc (II stopień w 1984) oraz neonatologii (II stopień w 1989).
Stopień doktora nauk medycznych uzyskała w 1982 w Instytucie Matki i Dziecka na podstawie rozprawy pt. Ocena przydatności elektrody jonoselektywnej chlorowej do diagnostyki zwłóknienia torbielowatego. W 1992 w tej samej jednostce naukowej uzyskała stopień doktora habilitowanego na podstawie pracy pt. Ocena przydatności przezciemiączkowych badań sonograficznych w diagnostyce uszkodzeń ośrodkowego układu nerwowego powstałych w okresie płodowym i okołoporodowym. W 2002 otrzymała tytuł naukowy profesora
W latach 1975–1983 pracowała w Klinice Pediatrii Instytutu Matki i Dziecka na stanowisku asystenta, a następnie adiunkta. W latach 1983–1991 kierowała Kliniką Neonatologii w tym instytucie. Od 1991 była zatrudniona w Centrum Zdrowia Matki Polki na stanowisku Ordynatora Oddziału Klinicznego Neonatologii i Kierownika Pionu Neonatologii. Od 1997 jest Kierownikiem Kliniki Neonatologii i Intensywnej Terapii Noworodka w Instytucie Matki i Dziecka w Warszawie.
Członkini towarzystw naukowych, w tym m.in.: Polskiego Towarzystwa Neonatologicznego (członkini zarządu) i Polskiego Towarzystwa Medycyny Perinatalnej (w latach 2003–2006 pełniła funkcję prezesa tego towarzystwa).
Wieloletnia członkini Rady Naukowej Instytutu Matki i Dziecka (w kadencji 2008-2011 przewodnicząca) oraz Rady Naukowej Instytut „Pomnik – Centrum Zdrowia Dziecka”.
W latach 1995–1997 konsultant wojewódzki w dziedzinie neonatologii dla województwa łódzkiego, a w latach 1997–2001 konsultant wojewódzki w dziedzinie neonatologii dla województwa mazowieckiego. Od 2001 konsultant krajowy w dziedzinie neonatologii.
Członkini powołanego przez ministra zdrowia Zespołu do spraw Szczepień Ochronnych.
Autorka lub współautorka ponad 200 publikacji, w tym prac poglądowych i rozdziałów w podręcznikach.
Główne kierunki zainteresowań, to wczesne uszkodzenia mózgu, ich ewolucja kliniczna i wpływ na rozwój.

## Odznaczenia
- Krzyż Kawalerski Orderu Odrodzenia Polski (2011)[8]